# Динамо (спортивное общество, Казахстан)
ФСО «ДИНАМО» — казахстанская компания. Полное наименование — Общественное объединение "Физкультурно-спортивное общество «Динамо». Штаб-квартира компании расположена в Алматы.

## Структура общества «Динамо»
Общество «Динамо» для обеспечения своей уставной деятельности в Республике Казахстан имеет следующую внутреннюю структуру:
1) Высший орган — Конференция Общества;
2) Орган управления — Президиум Центрального совета;
3) Исполнительный орган — Центральный Совет ФСО «Динамо»;
4) Контрольный орган — Ревизионная комиссия Общества.

## Филиалы общества «Динамо»
- Филиал Общественного объединения "Физкультурно-спортивное общество «Динамо» Республики Казахстан — "Физкультурно-спортивная организация «Динамо» города Астана.
- Филиал "Акмолинская областная организация ФСО «Динамо».
- Актюбинский областной филиал общественного объединения "Физкультурно-спортивное общество «Динамо» (республиканский статус).
- Филиал «Алматинская областная организация» общественного объединения "Физкультурно-спортивное общество «Динамо» Республики Казахстан.
- Атырауский филиал общественного объединения ФСО «Динамо» Республики Казахстан.
- Балхашский филиал общественного объединения "Физкультурно-спортивное общество «Динамо» Республики Казахстан.
- Восточно-Казахстанский областной филиал Общественного объединения «Физкультурно-спортивное общество „Динамо“ Республики Казахстан».
- «Семейская городская организация» филиал Общественного Объединения "Физкультурно-спортивное общество «Динамо» Республики Казахстан.
- Жамбылский областной филиал общественного объединения «Физкультурно-спортивное общество „Динамо“ Республики Казахстан».
- Западно-Казахстанский областной филиал общества «Динамо» Республики Казахстан".
- Карагандинский областной филиал общественного объединения «Физкультурно-спортивное общество „Динамо“ Республики Казахстан».
- Костанайский областной филиал Общественного объединения «Физкультурно-спортивное общество „Динамо“ Республики Казахстан».
- Кызылординский областной Совет общественного объединения «Физкультурно-спортивное общество „Динамо“ Республики Казахстан» (Республиканский статус).
- Мангистауский областной филиал физкультурно-спортивного общества «Динамо» Республики Казахстан.
- Филиал Павлодарское областное физкультурно-спортивное общество «Динамо» Республики Казахстан"
- Филиал "Северо-Казахстанская областная организация Физкультурно-спортивного общества «Динамо» общественного объединения «Физкультурно-спортивное общество „Динамо“ Республики Казахстан».
- Южно-Казахстанский областной филиал общественного объединения "Физкультурно-спортивное общество «Динамо».